# Gantz
Gantz (ガンツ, Gantsu) foi uma série de mangá escrita por Hiroya Oku. Publicada na revista Weekly Young Jump, a arte do mangá foi realizada a partir de cenários em computação gráfica, mesclados a personagens desenhados manualmente. Recebeu uma adaptação para anime de 13 episódios pelo estúdio Gonzo, e uma sequência direta, intitulada Gantz Second Stage, também de 13 episódios, exibidos pela Fuji Television.
No Brasil, o anime foi exibido pelo canal pago Animax em 2006 e o mangá é publicado pela Panini Comics desde 2007.
Gantz conta a história do adolescente de 15 anos, Kei Kurono que morre atropelado pelo metrô junto de um amigo, Masaru Katou. Após isso os dois são transportados para uma sala para participar de um jogo sanguinário, violento e competitivo, comandado por uma "esfera negra" chamada Gantz.
O anime terminou em 2004. O mangá terminou em 25 de junho de 2013.

## Enredo
Kei Kurono é um jovem, inseguro e pervertido. Nunca se importou com nada e com ninguém. Um dia após voltar da escola encontra no metrô um antigo conhecido seu, que não vê desde quando era uma criança, Masaru Katou. De início o ignora mas este observa um mendigo bêbado caindo nos trilhos. Katou tenta ajudá-lo, mas não consegue sozinho e pede a ajuda das pessoas na estação, mas ninguém lhe dá ouvidos até que ele avista e reconhece o Kurono e pede sua ajuda. todos na estação começam a olhar para o Kurono que pressionado resolve ajudar e salvam o mendigo, mas os dois acabam morrendo atropelados. Eles se espantam ao ver que foram levados até uma sala, juntos com outras pessoas. No meio dela está uma esfera negra, Gantz. Ela toca uma música e passa uma missão: matar Alienígenas. Mostra o arsenal de armas e o uniforme de cada. A missão deles é sobreviver ao jogo e matar os aliens indicados dentro do tempo estipulado.

## A esfera negra
Gantz é o nome da esfera negra do centro da sala. Dentro dela se encontra uma pessoa dormindo que raramente demonstra alguma ação ou pensamento. É posteriormente revelado de onde veio e os motivos por suas ações. Quando alguém morre durante a "chamada" de Gantz, ele transporta uma cópia da mesma para a sala. Automaticamente ela grava a pessoa no seu Banco de Dados. Quando tem todos os competidores, toca uma antiga e conhecida música japonesa, e diz a todos que estão mortos, e que a partir daquele momento, suas vidas pertenceriam a ele. Logo depois mostra um alienígena que os caçadores têm de matar, as informações básicas, abrindo para mostrar as roupas e o arsenal de armas. Ele começa a enviar as pessoas para a área desejada, num quadrante de 1 km, começando a contar o tempo geralmente de 1 hora. Ele observa as pessoas do quarto. Durante as primeiras missões ninguém podia vê-los, embora as destruições nos locais das batalhas pudessem ser vistar por qualquer um. Quando o tempo acaba, ele traz de volta os vivos para seu quarto, e lhes mostra suas respectivas pontuações. Depois disso eles podem retornar as suas vidas normais até serem chamados novamente. Os " caçadores" tem microexplosivos implantados em seus cérebros, dessa forma se eles saírem do campo estipulado ou contarem para alguém  de fora sobre o jogo Gantz pode lhes explodir a cabeça. Normalmente, ele gosta de passar as mensagens com linguagem Leet, comum na internet, apelidando os competidores, encorajando-os ou brincando com eles.
Se a pessoa juntar 100 pontos, ela pode escolher um prêmio especial no menu dos 100 pontes que varia entre:
- 1-Tornar-se livre do jogo e ter todas as memória sobre o jogo apagadas;
- 2-Ganhar uma arma super poderosa e continuar jogando;
- 3-Ressuscitar alguém do banco de dados do Gantz.

Nesses dois últimos os caçadores perdem 100 pontos, ou seja, se uma pessoa conquistar 125 pontos e escolher as opções 2 ou 3, a pontuação dela vai cair para 25. Os propósitos de Gantz, bem como sua origem são revelados no final da série.
Por alguma razão, Gantz comete erros. Nishi Joichirou mantinha um site contando todos os fatos de Gantz, os locais das batalhas e os nomes dos competidores. Gantz nunca demonstrou nenhum interesse em matá-lo por espalhar a verdade. Em outra missão enviou apenas Kurono Kei, sem recrutar mais ninguém. Quando Kishimoto Kei morre, ela é enviada para o quarto de Gantz, porém o verdadeiro corpo dela foi para o hospital e acabou salvo.
Durante a missão dos Aliens Oni, o Gantz começou a mostrar certos distúrbios por volta da última luta, onde radares não operavam direito, o "timer" parou de funcionar, e os Caçadores passaram a ser vistos normalmente pelo público até serem enviados de volta para o apartamento. Essa "mudança de regras" repentina foi a razão principal por Kei decidir ressuscitar Nishi, já que este já esteve no Gantz por um tempo muito maior e conhece mais coisas que o restante do grupo.
Teorias apresentadas na história pelo jornalista Kukuchi Seichi ligam a Esfera Negra com um Grupo Religioso alemão, que usam um objeto parecido como símbolo. É mostrado mais tarde que existem várias outras equipes iguais na América, Alemanha e Israel, bem como em outros países pelo mundo, todas elas querendo mostrar superioridade. De fato, os últimos capítulos de Gantz mostram um encontro da equipe do Gantz de Tóquio, e da equipe de Osaka.
De acordo com Nishi, Gantz é uma criação do homem, sendo construída por uma nação poderosa. Não se sabe qual o motivo de sua criação, mas está ligado a um contador na bola preta, que é acionado se o caçador tocar a bola e disser Katastrophe. Nishi diz que quando o contador zerar, tudo que a raça humana já construiu será destruído. Ele diz que uma bola preta foi vista sendo entregue a um apartamento no Brasil, o que indica que existem salas, como a de Tóquio, por todo o mundo.
Revela-se que as esferas, suas armas e equipamentos foram construídos através da empresa de um milionário alemão, o qual usou como base um código que sua filha deficiente recebia, descifrando e seguindo as instruções para criar a tecnologia utilizada pelos caçadores. O sistema de pontos e outros fatores que davam a impressão de tratar-se de um jogo foi imposto para divertimento de milionários e celebridades que companhavam as caçadas e realizavam apostas. O contador para a Catástrofe, porém, indica a verdadeira razão do propósito da tecnologia Gantz, que marcava o momento em que a Terra seria invadida por aliens, e os gantzers deveriam lutar para protegê-la.
A mensagem enviada foi por aliens os quais também sofreram tentativa de invasão, mas conseguiram repeli-la. Eles enviaram um sinal para Terra, esperando que o planeta se preparasse para o futuro ataque e vencesse os invasores. Porém, longe de boas intenções, somente auxiliaram por julgarem ser a melhor opção, indiferente aos humanos, os quais não observam como diferentes de insetos e pó e mesmo ao próprio planeta, o qual salvaram somente por conveniência.

## Regras do Jogo
Ao entrar no mundo de Gantz, a missão do jogador é a sobrevivência. Primeiro ele tem que saber respeitar as regras, usando o equipamento oferecido para aumentar suas chances de sobrevivência. Recebe o perfil do Alienígena (ou qualquer coisa que Gantz quiser), tendo que matá-lo geralmente em uma hora. Inicialmente, Gantz mostra a forma mais fraca do Alienígena, com uma biografia: o nome, o que ele gosta e a sua frase principal. O jogador é teletransportado para uma área com um raio de 1 km e começa a busca. Se eles saírem desse perímetro, a bomba em seus cérebros é ativada. Apenas derrotar os alienígenas não soma pontos e sim matá-los, e os pontos vão para quem desfere o golpe final. sempre tem um Alienígena mais poderoso, chamado de Chefe, que dá mais pontos. Quem estiver vivo no final da batalha voltará inteiro para o quarto de Gantz, por pior que seja a sua condição, os ferimentos desaparecem e sua roupa especial é restaurada.
Gantz não fornece nenhuma das informações que seriam essenciais, sendo descobertas de duas formas: tentativa e erro, o que costuma ocasionar mortes, ou um caçador experiente explica para os outros as regras do jogo. Gantz pode fornecer dados, como o menu dos cem pontos, as pessoas mortas no Gantz e recentemente um contador que tempo em segundos que demonstra quanto tempo resta para a Catástrofe.
Na sala do Gantz, a pessoa descobre que não pode contar o segredo desse quarto para ninguém, senão o explosivo na sua cabeça se ativará.Apesar disso, pode levar o equipamento; se ele for perdido não pode ser ganho de novo. Os jogadores têm que ficar atentos, já que Gantz pode chamá-los para mais uma noite de caçada, através de um ruído provocado talvez pelo dispositivo explosivo.
Caso o tempo dado na missão acabe antes dos caçadores eliminarem todos os aliens, eles perdem todos os pontos e ainda devem pagar uma punição por terem falhado, como Kurono, que teve de realizar uma certa pontuação por ter deixado o tempo acabar na missão anterior.
Desde da missão dos Oni, as regras começam a mudar. Tornam-se visíveis tanto os aliens quanto os caçadores para as pessoas. O contador desaparece, e à área em que os caçadores começou a diminuir, como Reika e os outros notaram na missão do Nurarihyon. Na última missão, ela encerra-se de forma brusca, pois os caçadores começam a serem transportados antes de derrotarem os aliens.  não se sabe o porquê dessas mudanças.

## Grupos

### Alienígenas
Alguns dos Alienígenas aparecem ameaçando a vida das pessoas, mas normalmente são passivos até que os ataquem (ex: Alien Tanaka, Cebola e os do templo budista). Eles são imigrantes de um sistema solar que entrou em decadência, e para sobreviverem, residem na Terra.
Em geral andam em grupos, possuindo um líder com poder muito maior dos demais. A catástrofe por exemplo, era a invasão da Terra por uma civilização inteira de alienígenas. São mortais e na maioria das vezes não podem ser vistos pelos olhos humanos, porém qualquer ação deles que danifique a área continuará lá, apesar de que as pessoas que não sabem de Gantz nunca irão desconfiar da verdade.
Os alienígenas podem ter formas variadas, assim como seus poderes, o qual afeta o sua pontuação para os caçadores.

### Caçadores
O grupo recrutado pelo Gantz é chamado de Caçador. Eles usam os uniformes e as armas para seu proveito. São apenas pessoas normais com itens especiais. Sua missão é derrotar os Alienígenas e/ou qualquer coisa que o Gantz mandar. Têm um limite de tempo imposto para terminar suas missões. Ao término dela, se ele ainda estiver vivo ele volta para o quarto de Gantz com todas as feridas da missão restauradas. Logo depois ele recebe pontos e comentários do Gantz, normalmente uma brincadeira com a pessoa (como apelidos). Se juntarem 100 pontos, eles podem escolher entre a liberdade, uma arma muito poderosa ou que uma pessoa seja revivida.

### Vampiros
Os Vampiros são o grupo inimigo principal dos Caçadores. Os vampiros são um resultado de inúmeras nano maquinas colocadas em um humano, dando a estes humanos, super reflexo e super força. Eles também possuem uma inexplicável técnica de manipular a matéria de seus corpos, podendo produzir uma Katana, assim como criar Revólveres das mãos nuas. Eles só foram apresentados no final da missão do Alien Kappe, provavelmente por causa do retorno de Izumi ao Gantz, mas parecem já estar lutando contra os Caçadores há muito tempo, já que demonstram um superior conhecimento em relação à existência Gantz, sabendo inclusive como incapacitar suas roupas especiais.
Os Vampiros parecem com humanos normais, mas sofrem de uma doença chamada "Forma em asas de morcego", um eczema nas suas costas, caso não consumam sangue humano. Conseguem ver o uniforme do Gantz (mesmo quando invisível, mas com mais dificuldade) usando lentes e óculos especiais. Aparenta ter quatro líderes. É um grupo próprio com muitos membros, chegando a ter uma boate. Foi descoberto que os vampiros são fracos contra radiação ultravioleta, para andar de dia, eles precisam de um caro remédio, então nenhum vampiro o utiliza. Durante eventos recentes, o quarteto dos supostos líderes foi dizimado, com apenas um tendo sobrevivido.
Um dos novos vampiros é o irmão caçula de Kei Kurono, seu nome é Akira Kurono, e ele tenta ajudar seu irmão como pode, dando informações sobre seu inimigo. Mas aparentemente foi morto pelos próprios vampiros por esta razão.

## Missões e Outros Acontecimentos

### Missão dos Negi Seijin
Participantes: Kurono Kei, Katou Masaru, Kishimoto Kei, Nishi Joichiro, Cachorro e figurantes.
Mortes: Todos os figurantes.
Descrição:Logo após serem atropelados,Kei e Katou são enviados para um quarto ao lado da torre de Tóquio, eles se surpreendem ao verem que não estão sozinhos e que as outras pessoas haviam sido enviadas logo após morrerem também. No meio disso uma garota nua é enviada ao quarto chamada Kishimoto Kei, Kurono se apaixona por ela. Um membro da yakuza tenta estuprá-la, mas Katou o impede e ela acaba por se apaixonar por ele. De repente a  esfera começa a tocar uma música e então se abre revelando um homem nu, que ordena as pessoas no quarto a matarem um cara chamado Negi Seijin (alien cebola), e lhes entrega armas e um uniforme preto especial. Joushiro Nishi diz que aquilo se tratava  Os caçadores são ordenados a caçar um alien pequeno e fraco. Nishi fala para todos que isso é um reality show, conduzido através de hipnose e cujo prêmio é milionário, incitando a maioria das pessoas a ir atrás do alien. Após matarem o alien menor, aparece um maior e bem mais forte que aparenta ser o pai do menor, eliminando os assassinos de seu filho e partindo para ir atrás de Kurono, Katou e Kishimoto. Porém é derrotado por Kurono, mas Nishi aparece neste momento e o envia, levando os pontos.

### Entre as missões
Kurono e Katou voltam as suas respectivas vidas, mas levam também os problemas delas. Kurono começa a sofrer ameaças de delinquentes, mas usa o traje para escapar ileso da surra e quase quebra os braços do líder do grupo. Katou, também tem problemas com delinquentes, por ajudar os mais fracos da escola, e um grupo prepara uma emboscada para ele. Avisado por um dos delinquentes, Katou surpreende o líder do grupo e lhe dá uma surra, avisando aos outros para pararem de abusarem dos mais fracos. Kishimoto, voltando para sua casa, descobre que a original ainda estava viva, e foge, dormindo na rua. Após acordar, resolve ir para a casa de Kurono, o único cujo endereço ela conhecia. Kurono, surpreso, deixa ela entrar, e lhe dá comida. Ela vai embora, mas volta pedindo para morar na casa dele. Kurono, cheio de pensamentos maliciosos, deixa ela ficar tentando deixar de ser virgem. Katou enquanto isso, sofre nas mão de sua tia, que a qual o chama de ingrato. Pouco tempo depois, todos os membros de Gantz sofrem um arrepio ao mesmo tempo, tem seus corpos paralisados, e são transportados para o Gantz. Kurono deixa o traje em sua casa.

### Missão dos Tanaka Seijin
Participantes: Kurono Kei, Katou Masaru, Kishimoto Kei, Nishi Joichiro, Cachorro, Masanobu Hojo, Sadako Suzumura, os quatro motoqueiros, Ryota e sua avó.
Mortes: Nishi Joichiro, 3 motoqueiros, Ryota e sua vó
Descrição: Os caçadores são ordenados a destruir um alien parecido com um boneco. Kurono esquece sua roupa em casa, e tem que fazer a missão sem o traje de Gantz. Durante

## Equipamentos de Gantz
Quando Gantz se 'abre' é possível encontrar diversos equipamentos e entrar em uma sala fechada até o momento, que
contém as motos do Gantz.
A maior parte dos equipamentos são dados antes de começar a caçada. Já os especias, apenas para pessoas mais experientes.

### Arma-X
A Arma mais comum e normalmente usada por todos os participantes das caçadas.
A arma é pequena e leve, e tem dois (2) gatilhos.
Seu nome é Arma-X porque quando um dos gatilhos é apertado ela se 'abre', formando um X, E também possui visão Raio-X.
O gatilho de cima serve para mostrar o Raio-X e o de baixo serve para disparar.
Ao invés de ser um tiro comum, e usar balas, a arma não necessita de munição e após seu tiro, aproximadamente
três (3) segundos depois explode o local, sendo uma arma extremamente forte, comparada as normais.
Não há tempo de espera entre tiros, ou seja, você pode atirar o quanto for, que ela ainda vai funcionar.

### Rifle
Funciona da mesma maneira que a Arma-X mas tem um alcance de tiro muito maior, e é muito maior
comparada a ela.

### Arma-Y
Essa arma tem esse nome por causa de sua frente, que tem três (3) buracos, e novamente, ela não é uma arma comum. Seu visor é diferente da Arma-X. Seu tiro não explode nada, apenas joga algo como três (3) foguetes conectados por um cabo de luz/energia ou algo do tipo. Quando acerta o alvo, esses ''foguetes'' circulam o alvo e depois se instalando no chão, prendendo o alvo. Para atirar com a arma é necessário puxar o gatilho de cima, já o de baixo quando pressionado transfere o alvo preso para algum lugar.
Essa arma é usado por uma pessoa do time de Osaka, que ao invés de atirar, ele conecta a arma com um cabo USB em um computador, e mirando no alien, o computador fazia ''tradução do alien'' em pontos(que são usados no menu de cem (100) pontos), podendo assim saber quantos pontos vale cada alien.

### Traje/Suit
O traje é encontrado em maletas quando o Gantz se 'abre', caso você já tenha pego o seu traje e tenha esquecido de usá-lo antes de vir para o quarto, você não recebera outro traje e terá que se virar sem um. Usar o traje de outra pessoa do Gantz, não resulta em nada, ela serve apenas como uma roupa comum.
É o equipamento crucial para sobreviver na caçada. Sem ele suas chances diminuem drasticamente. Ele é um traje que cobre todo o seu corpo, menos a cabeça. Quando ativado, a roupa ''criá'' músculos deixando o usuário muito forte. A roupa também protege contra quedas e pressões, e até mesmo a dois tiros das armas do Gantz, porém, chega a um ponto aonde a roupa ''perde as forças'', e ela para de dar as forças sobre-humanas e passa a ser apenas uma peça de roupa comum, escorrendo um líquido azul nos círculos que tem em várias partes da roupa que é toda preta. A roupa é exatamente do tamanho da pessoa, tendo roupas até mesmo para animais, como o panda que aparece na história e o cachorro.

### Katana
Como o nome já diz, ela é uma Katana, porém não tem lâmina alguma, apenas o seu cabo. Quando o usuário deseja, começa a sair a lamina dela, podendo ficar de centímetros a metros.

### Controle
Não foi explicado exatamente todas as suas funções, mas nele há um mapa, que mostra o limite que os caçadores podem ir, e mostra aonde está o alvo de Gantz, não mostrando os alvos mais fracos, apenas os mais fortes. No controle é possível 'mudar de frequência',  deixando o usuário do traje do Gantz invisível. Porém, os vampiros tem um óculos especial que consegue ver essas pessoas invisíveis.

### Motos
As motos, da mesma maneira que o Controle, não foram bem explicadas, mas elas são basicamente uma moto (mas com um visual totalmente diferente). As motos possuem dois assentos, um para o motorista e outro para alguma outra pessoa. Em uma de suas aparições, um caçador dirigia a moto enquanto outro atirava nos alvos.

### Super-Traje/Traje-pesado/Hard-Suit
É um traje extremamente poderoso, que aguenta muitas vezes mais que o traje normal, um visual muito mais legal, o traje é maior, e do cotovelo da pessoa, sai laminas que vão passam da altura da cabeça. Não foi mostrado se esse traje ''perde a força'' assim como o normal, mas provavelmente, ele perde. Não foi mostrado exatamente como conseguir esse traje especial, mas um homem(com um traje normal) grita ''Gantz, só os braços'' (ou algo do tipo) e seus braços começam a ficar maiores, assim como o traje especial. Aparentemente, o traje só é dado a pessoas que já conseguiram cem (100) pontos.

### Arma-H
A arma mais poderosa de Gantz, que só é conseguida escolhendo a segunda opção de Gantz que seria:''Receber uma arma extremamente poderosa''. Ela tem esse nome, por sua aparência (assim como todas as outras armas), que parece um H. O gatilho fica no meio desse 'H', e quando disparado, o local que foi acertado aumenta a gravidade esmagando o alvo no chão, nem todos os aliens morrem com ela (obviamente, tem que ser um alien muito, muito forte).

### Ultra-Traje
E um traje superior ao Super-Traje, aparentemente tem mais ou menos a altura de um prédio de 12 andares. Sua primeira aparição foi no capítulo 252 (volume 22) quando Anzo Yamasaki fala sobre a equipe de Osaka para o Katou, mais nada e revelado sobre esse traje, apenas uma silhueta sentado em um prédio e que ela e pilotada por Hachiro Oka. É possível que não seja o último traje já que no capítulo 353 (volume 34) Kurono aparece pilotando um traje bem maior.